# Rajčevce
Rajčevce (en serbe cyrillique : Рајчевце) est un village de Serbie situé dans la municipalité de Trgovište, district de Pčinja. Au recensement de 2011, il comptait 5 habitants.

## Démographie
| 1948 | 1953 | 1961 | 1971 | 1981 | 1991 | 2002 | 2011 |
| ---- | ---- | ---- | ---- | ---- | ---- | ---- | ---- |
| 124  | 135  | 115  | 96   | 49   | 22   | 11   | 5    |

|  |